# Bernardus Everhardus Akkerman
Bernardus (Ben) Everhardus Akkerman (Enschede, 29 februari 1920 - aldaar, 2 februari 2010) was een Nederlands kunstschilder. Hij wordt naast Jan Schoonhoven gezien als een belangrijke vertegenwoordiger van de fundamentele schilderkunst in Nederland.

## Leven en werk
Ben Akkerman was zoon van een steenhouwer en woonde zijn hele leven in Enschede waar hij een baan had als financieel administratief ambtenaar bij de gemeente. Zijn eerste schilderijtjes maakte hij op twaalfjarige leeftijd, gebruikmakend van een verfdoos die hij had gekregen van een oom. 
Hij schilderde aanvankelijk naturalistische landschappen, soms met gebouwen zoals schuren en fabrieken. Vooral het heidegebied nabij Enschede was een geliefd doel voor zijn fietstochten. Tijdens zijn tochten maakte hij kleine tekeningen en vanaf 1960 ook foto's.
Hij was als jonge schilder onder de indruk van het werk van landschapschilders als Jan van Goyen, Jacob Ruisdael en Jan Hendrik Weissenbruch, dat hij zag in het Rijksmuseum Twenthe. Hij bezocht ook tentoonstellingen elders, bijvoorbeeld in Amsterdam. Op zestienjarige leeftijd trad hij in dienst bij de gemeente Enschede. In de Tweede Wereldoorlog verbleef hij als onderduiker in de buurt van Goor-Markelo.
Na de Tweede Wereldoorlog was hij medeoprichter van De Nieuwe Groep, een vernieuwende kunstenaarsgroep waarvan onder andere Riemko Holtrop, Jan Broeze, Jan Schoenaker en de drie Haanstra's (Folkert jr., Johan en Folkert sr.) lid waren. Hij voelde zich niet aangetrokken tot het spontane en kleurige gebaar van de schilders van Cobra maar wel tot het rationele, abstraherende werk van Piet Mondriaan. Zijn schilderijen en tekeningen maakte hij in zijn vrije uren in de woonkamer van zijn woning.
Hij was actief voor de Enschedese Kunststichting en organiseerde in 1958 in Rijksmuseum Twenthe de tentoonstelling Facetten. In de late jaren zestig was hij betrokken bij de activiteiten van de door kunstenaars opgerichte expositieruimte Markt 17.
In 1973 had hij op drieënvijftigjarige leeftijd zijn eerste solotentoonstelling in het Stedelijk Museum in Amsterdam en had hij zijn eerste expositie bij galerie Art & Project, waar hij daarna regelmatig exposeerde. Hij was in de jaren tachtig begeleider aan Ateliers '63 in Haarlem. Pas na zijn pensionering in 1982 kon hij al zijn tijd aan zijn kunst wijden.

### Werk
Akkerman liet zich vooral inspireren door de hoofdlijnen en de structuren van het landschap. Zijn werk werd in de loop der jaren steeds abstracter tot ten slotte in 1974, met het verdwijnen van de horizon, iedere directe verwijzing naar het landschap uit zijn werk verdween. Hij wilde vooral de atmosfeer van het landschap weergeven en bereikte na verloop van tijd een vorm van pure schilderkunst. Hij was een bedachtzame werker met een lage productie en vernietigde vele keren werken die niet zijn goedkeuring konden wegdragen. Zijn uiteindelijke oeuvre bestaat, naast honderden tekeningen en een verzameling foto's, uit ongeveer honderdvijftig schilderijen.
Hij schilderde vaak op vierkante, met doek bespannen panelen. Die panelen hadden een zekere dikte en Akkerman beschilderde ook de zijkanten ervan, waardoor deze werken - zonder dat ze waren voorzien van een lijst - toch een sculpturale monumentaliteit kregen. Soms gebruikte hij ook andere vormen als ondergrond, zoals ruitvorm, onregelmatige vierhoek en achthoek. De verflagen (meestal acrylverf, zelden olieverf) werden veelvuldig weggeschuurd en weer met (transparante) lagen overgeschilderd. Akkermans werk ontwikkelde zich steeds meer in de richting van de abstract geometrische kunst en de minimal art, met uiteindelijk ook monochrome (eenkleurige) doeken.
Zijn tekeningen maakte hij het liefst op dik papier, zodat hij ook daar kon gummen, krassen en schuren. Ook zijn tekeningen werden door een proces van weglaten steeds abstracter. In zijn late tekeningen ligt de nadruk op lijnen en arceringen. Hij had in zijn veelal vierkante tekeningen - evenals in zijn schilderijen - bijzondere aandacht voor de randen van deze werken.

## Collecties (selectie)
Zijn werk bevindt zich onder andere in de collecties van het Stedelijk Museum in Amsterdam, Museum Boijmans Van Beuningen in Rotterdam, het Stedelijk Museum Schiedam en het Van Abbemuseum in Eindhoven. Het Rijksmuseum Twenthe bezit van hem, mede door een omvangrijke schenking, zo'n tachtig werken, waaronder schilderijen, tekeningen en werken in tempera. Het Kunstmuseum Den Haag bezit 167 werken van Akkerman, die het deels ontving als een schenking van de kunstenaar. Deze schenking, in 2004, bestond uit een verzameling van vijftig tekeningen door de jaren heen en twaalf foto's.

## Tentoonstellingen
- 1973 Stedelijk Museum, Amsterdam: solotentoonstelling
- 1973 Art & Project, Amsterdam (ook in: 1975, 1976, 1979, 1981, 1986, en Slootdorp: 1993, 1998)
- 1982 Museum of Contemporary Art, Chicago, groepstentoonstelling: Contemporary art from the Netherlands
- 1983 Stedelijk Museum, Amsterdam: overzichtstentoonstelling 1972-1982
- 1990 Museum Boijmans van Beuningen, Rotterdam: Ben Akkerman - tekeningen
- 1995 Stedelijk Museum, Amsterdam: Ben Akkerman - PC Kunstprijs
- 1996 Rijksmuseum Twenthe, Enschede: overzichtstentoonstelling n.a.v. de heropening museum
- 2001 Stedelijk Van Abbemuseum, Eindhoven: Ben Akkerman - Recente schilderijen en vroege temperas
- 2003 Stadsgalerij Heerlen, Heerlen, groepstentoonstelling: De inhuizing / Collectie-overwegingen
- 2004 Gemeentemuseum Den Haag: Tekeningen: Ben Akkerman
- 2007 Rijksmuseum Twenthe, Enschede: tentoonstelling n.a.v. zijn schenking aan het museum
- 2012 Museum Boijmans van Beuningen, Rotterdam; groepstentoonstelling: Minimal Myth
- 2013 Gemeentemuseum Den Haag: Michiel Ceulers & Ben Akkerman

## Prijzen
- 1957 Geraert ter Borchprijs voor grafiek (de inzending bestond uit acht krijttekeningen)
- 1963 Geraert ter Borchprijs voor schilderen (de inzending bestond uit drie schilderijen)
- 1994 PC Kunstprijs, Amsterdam (bekendmaking: 30-12-1994)